# Cyphostemma burgeri
Cyphostemma burgeri är en vinväxtart som beskrevs av K. Vollesen. Cyphostemma burgeri ingår i släktet Cyphostemma och familjen vinväxter. Inga underarter finns listade i Catalogue of Life.